# Denemarken op de Olympische Zomerspelen 1960
Denemarken nam deel aan de Olympische Zomerspelen 1960 in Rome, Italië. Er werden twee medailles meer gewonnen, waaronder één gouden, dan vier jaar geleden.

## Medailleoverzicht
| Sport     | Olympiër | Discipline      | Medaille |
| --------- | --- | --------------- | -------- |
| Kanovaren | Erik Hansen | K-1 1000m (m)   | Goud     |
| Zeilen    | Paul Elvstrøm | finn            | Goud     |
| Voetbal   | Paul Andersen John Danielsen Henning Enoksen Henry From Bent Hansen Poul Jensen Flemming Nielsen Hans Nielsen Harald Nielsen Poul Pedersen Jørn Sørensen Tommy Troelsen | mannen          | Zilver   |
| Zeilen    | Hans Fogh Ole Petersen | flying dutchman | Zilver   |
| Zeilen    | William Berntsen Steen Christensen Søren Hancke | 5,5m klasse     | Zilver   |
| Kanovaren | Erik Hansen Arne Høyer Erling Jessen Helmut Sørensen | K-1 4x500m (m)  | Brons    |

## Deelnemers en resultaten

### Atletiek
| Olympiër           | Discipline               | Resultaat | Prestatie                                         |
| ------------------ | ------------------------ | --------- | ------------------------------------------------- |
| Johannes Lauridsen | marathon (m)             | 41e       | 2:32.32,0                                         |
| Thyge Thøgersen    | marathon (m)             | 6e        | 2:21.03,4                                         |
| Tommy Kristensen   | 20km snelwandelen (m)    | 15e       | 1:41.07,6                                         |
| Leo Rosschou       | 20km snelwandelen (m)    | 25e       | 1:46.35,8                                         |
| Bjørn Andersen     | polsstokhoogspringen (m) | 23e       | kwalificatie: 23ste met 4,00m                     |
|                    |                          |           |                                                   |
| Vivi Markussen     | 100m (v)                 | 22e       | serie 2: 3de in 12,53 kwartfinale 4: 6de in 12,56 |
| Mette Oxvang       | hoogspringen (v)         | 18e       | kwalificatie: 18de met 1,60m                      |
| Karen Inge Halkier | discuswerpen (v)         | 17e       | kwalificatie: 17de met 43,99m                     |
| Lise Koch          | speerwerpen (v)          | 18e       | kwalificatie: 18de met 43,01m                     |

### Boksen
| Olympiër               | Discipline | Resultaat | Prestatie                                     |
| ---------------------- | ---------- | --------- | --------------------------------------------- |
| Villy Bagaard Andersen | -51kg (m)  | 17e       | 1ste ronde: vrij 2de ronde: V van USA Barrera |
| Barge Krogh            | -57kg (m)  | 17e       | 1ste ronde: V van FIN Limmonen                |
| Benny Nielsen          | -67kg (m)  | 17e       | 1ste ronde: vrij 2de ronde: V van POL Drogosz |
| Leif Hansen            | -71kg (m)  | 17e       | 1ste ronde: V van POL Dampc                   |
| Achton Mikkelsen       | -75kg (m)  | 17e       | 1ste ronde: V van AUS Davies                  |

### Hockey
| Olympiër | Discipline | Resultaat | Prestatie                                                                    |
| --- | ---------- | --------- | ---------------------------------------------------------------------------- |
| Erling Nielsen Bent Kilde Carsten Bruun Erik Frandsen Hans Glendrup Villy Moll Nielsen Jesper Guldbrandsen Poul Moll Nielsen Flemming Kristiansen Torben Alstrup Jensen Vagn Peitersen Willy Kristoffersen | mannen     | 16e       | groep A: 4de V van India: 0-10 V van Nieuw-Zeeland: 1-4 V van Nederland: 2-4 |

| Groep A |               |             |             |             |             |            |            |            |        |
| #       | Land          | Wedstrijden | Wedstrijden | Wedstrijden | Wedstrijden | Doelpunten | Doelpunten | Doelpunten | Punten |
| #       | Land          | G           | W           | G           | V           | V          | T          | Saldo      | Punten |
| 1       | India         | 3           | 3           | 0           | 0           | 17         | 1          | +16        | 6      |
| 2       | Nederland     | 3           | 1           | 1           | 1           | 5          | 5          | 0          | 3      |
| 3       | Nieuw-Zeeland | 3           | 1           | 1           | 1           | 6          | 7          | -1         | 3      |
| 4       | Denemarken    | 3           | 0           | 0           | 3           | 3          | 18         | -15        | 0      |

| Datum       | Ronde | Plaats        | Land | Score      | Land |
| ----------- | ----- | ------------- | ---- | ---------- | ---- |
| Groepsfase  |       |               |      |            |      |
| 27 augustus | Rome  | India         | 10-0 | Denemarken |      |
| 31 augustus | Rome  | Nieuw-Zeeland | 4-1  | Denemarken |      |
| 3 september | Rome  | Nederland     | 4-2  | Denemarken |      |

### Kanovaren
| Olympiër                                              | Discipline     | Resultaat | Prestatie |
| ----------------------------------------------------- | -------------- | --------- | --- |
| Erik Christensen                                      | C-1 1000m (m)  | 9e        | serie 1: 3de in 4.50,71 halve finale 2: 3de in 4.48,18 finale: 9de in 4.49,63                                |
| Erik Hansen                                           | K-1 1000m (m)  | Goud      | serie 1: 1ste in 3.57,04 halve finale 1: 3de in 4.48,18 finale: 1ste in 3.53,00                              |
| Erik Hansen Helmuth Sørensen Arne Høyer Erling Jessen | K-1 4x500m (m) | Brons     | serie 2: 3de in 8.03,55 herkansingen: 1ste in 7.58,40 halve finale 2: 2de in 7.52,29 finale: 3de in 7.46,09  |
| Kaj Schmidt Vagn Schmidt                              | K-2 1000m (m)  | 5e        | serie 3: 1ste in 3.45,04 halve finale 3: 3de in 3.51,65 finale: 5de in 3.39,06                               |
|                                                       |                |           | |
| Annemarie Werner-Hansen                               | K-1 500m (v)   | 4e        | serie 1: 1ste in 3.57,04 herkansingen: 1ste in 2.13,76 halve finale 1: 3de in 2.17,87 finale: 4de in 2.13,88 |
| Annemarie Werner-Hansen Birgit Jensen                 | K-2 500m (v)   | 5e        | serie 2: 2de in 2.03,98 finale: 5de in 2.01,36                                                               |

### Moderne vijfkamp
| Olympiër      | Discipline | Resultaat | Prestatie   |
| ------------- | ---------- | --------- | ----------- |
| Benny Schmidt | mannen     | 47e       | 3810 punten |

### Paardensport
| Olympiër                                               | Discipline  | Resultaat | Prestatie |
| Eventing                                               | Eventing    | Eventing  | Eventing |
| ------------------------------------------------------ | ----------- | --------- | --- |
| Poul Erik Bak                                          | individueel | 9e        | dressuur: 44ste met 136,50 strafpunten cross-country: niet gefinisht                                                                                |
| Ib Bjarke                                              | individueel | 28e       | dressuur: 2de met 73,50 strafpunten cross-country: 38ste met 192,80 strafpunten springconcours: 13de met 10 strafpunten totaal: 276,30 strafpunten  |
| Arne Preben Jensen                                     | individueel | 32e       | dressuur: 68ste met 168,50 strafpunten cross-country: 34ste met 162 strafpunten springconcours: 33ste met 42 strafpunten totaal: 380,50 strafpunten |
| Peter Zobel                                            | individueel | 9e        | dressuur: 10de met 93,51 strafpunten cross-country: niet gefinisht                                                                                  |
| Poul Erik Bak Ib Bjarke Arne Preben Jensen Peter Zobel | team        | DNF       | dressuur: 4de met 303,51 strafpunten cross-country: niet gefinisht                                                                                  |

### Roeien
| Olympiër                                                                      | Discipline      | Resultaat | Prestatie                                                                                      |
| ----------------------------------------------------------------------------- | --------------- | --------- | ---------------------------------------------------------------------------------------------- |
| Jannik Madum Andersen Poul Mortensen                                          | dubbel-twee (m) | 14e       | serie 2: 5de in 7.15,23 1ste ronde herkansingen: 3de in 7.09,95                                |
| Tage Gröndahl Elo Tostenas                                                    | twee-zonder (m) | DNF       | serie 2: 3de in 7.20,58 1ste ronde herkansingen: 2de in 7.17,06 halve finale 1: niet gefinisht |
| Sven Lysholt Hansen Jens Berendt Jensen Knud Nielsen                          | twee-met (m)    | 4e        | serie 3: 3de in 7.36,04 1ste ronde herkansingen: 1ste in 7.37,90 finale: 4de in 7.39,20        |
| Barge Kaas Andersen Hugo Christiansen Mogens Jensen Ole Kassow                | vier-zonder (m) | 13e       | serie 1: 5de in 6.44,20 1ste ronde herkansingen: 3de in 6.49,75                                |
| Svend Helge Hansen Poul Justesen Ejgo Vejby Nielsen Mogens Pedersen Erik Rask | vier-met (m)    | 14e       | serie 2: 3de in 6.47,37 1ste ronde herkansingen: 3de in 6.51,70                                |

### Schermen
| Olympiër   | Discipline | Resultaat | Prestatie                                   |
| ---------- | ---------- | --------- | ------------------------------------------- |
| Palle Frey | sabel (m)  | 55e       | 1ste ronde groep 7: 5de met 2 overwinningen |

### Schietsport
| Olympiër            | Discipline                  | Resultaat | Prestatie                                                                                                 |
| ------------------- | --------------------------- | --------- | --- |
| Uffe Schultz Larsen | 50m geweer 3 houdingen (m)  | 53e       | kwalificatie groep 1: 18de met 544 punten (187-184-173) finale: 53ste met 1077 punten (376-359-342)       |
| Niels Petersen      | 50m geweer 3 houdingen (m)  | 23e       | kwalificatie groep 2: 10de met 556 punten (191-182-183) finale: 23ste met 1116 punten (386-369-361)       |
| Niels Petersen      | 50m geweer liggend (m)      | 23e       | kwalificatie groep 2: 22ste met 382 punten (96-93-96-97) finale: 23ste met 580 punten (98-95-97-96-98-96) |
| Egon Stephansen     | 50m geweer liggend (m)      | 16e       | kwalificatie groep 1: 11de met 387 punten (95-96-98-98) finale: 16de met 582 punten (92-98-98-98-98-98)   |
| Uffe Schultz Larsen | 300m geweer 3 houdingen (m) | 21e       | 1088 punten                                                                                               |
| Egon Stephansen     | 300m geweer 3 houdingen (m) | 29e       | 1071 punten                                                                                               |
| Per Nielsen         | 25m pistool (m)             | 53e       | 532 punten: (277-255)                                                                                     |

### Schoonspringen
| Olympiër      | Discipline    | Resultaat | Prestatie                        |
| ------------- | ------------- | --------- | -------------------------------- |
| Hanna Laursen | 10m toren (v) | 14e       | voorronde: 14de met 48,89 punten |
| Bende Velin   | 10m toren (v) | 16e       | voorronde: 16de met 48,35 punten |

### Voetbal
| Olympiër | Discipline | Resultaat | Prestatie |
| --- | ---------- | --------- | --- |
| Paul Andersen John Danielsen Henning Enoksen Henry From Bent Hansen Poul Jensen Flemming Nielsen Hans Nielsen Harald Nielsen Poul Pedersen Jørn Sørensen Tommy Troelsen | mannen     | Zilver    | groep C: 1ste W van Argentinië: 3-2 W van Polen: 2-1 W van Tunesië: 3-1 halve finale: W van Hongarije: 2-0 finale: V van Joegoslavië: 1-3 |

| Groep C |            |             |             |             |             |            |            |            |        |
| #       | Land       | Wedstrijden | Wedstrijden | Wedstrijden | Wedstrijden | Doelpunten | Doelpunten | Doelpunten | Punten |
| #       | Land       | G           | W           | G           | V           | V          | T          | Saldo      | Punten |
| 1       | Denemarken | 3           | 3           | 0           | 0           | 8          | 4          | +4         | 6      |
| 2       | Argentinië | 3           | 2           | 0           | 1           | 6          | 4          | +2         | 4      |
| 3       | Polen      | 3           | 1           | 0           | 2           | 7          | 5          | +2         | 2      |
| 4       | Tunesië    | 3           | 0           | 0           | 3           | 3          | 11         | −8         | 1      |

| Ronde        | Datum | Plaats      | Land | Score      | Land |
| ------------ | ----- | ----------- | ---- | ---------- | ---- |
| Groepsfase   |       |             |      |            |      |
| 26 augustus  | Rome  | Denemarken  | 3-2  | Argentinië |      |
| 29 augustus  | Rome  | Denemarken  | 2-1  | Polen      |      |
| 1 september  | Rome  | Denemarken  | 3-1  | Tunesië    |      |
| Halve finale |       |             |      |            |      |
| 6 september  | Rome  | Denemarken  | 2-0  | Hongarije  |      |
| Finale       |       |             |      |            |      |
| 10 september | Rome  | Joegoslavië | 3-1  | Denemarken |      |

### Wielersport
| Olympiër                                                          | Discipline               | Resultaat | Prestatie                                                                        |
| Baan                                                              | Baan                     | Baan      | Baan                                                                             |
| ----------------------------------------------------------------- | ------------------------ | --------- | -------------------------------------------------------------------------------- |
| John Lundgren Leif Larsen Jens Sørensen Kurt vid Stein            | ploegenachtervolging (m) | 5e        | serie 5: W van Groot-Brittannië: 4.40,80 kwartfinale 3: V van Duitsland: 4.37,44 |
| Weg                                                               |                          |           |                                                                                  |
| Knud Enemark Jensen Vagn Bangsborg Niels Baunsøe Jørgen Jørgensen | ploegentijdrit (m)       | DNF       | niet gefinisht                                                                   |

### Worstelen
| Olympiër        | Discipline     | Resultaat      | Prestatie |
| Grieks-Romeins  | Grieks-Romeins | Grieks-Romeins | Grieks-Romeins |
| --------------- | -------------- | -------------- | --- |
| Jörgen Jensen   | -52kg (m)      | 174e           | 1ste ronde: V van UAE El-Sayed 2de ronde: V van POL Hajduk                                                                |
| Rudolf Pedersen | -62kg (m)      | 17e            | 1ste ronde: W van POL Macioch 2de ronde: V van FRA Mannhard 3de ronde: V van ITA Trippa                                   |
| Erik Thomsen    | -67kg (m)      | 13e            | 1ste ronde: V van POL Gondzhik 2de ronde: W van GER Seger 3de ronde: V van BUL Stoyanov                                   |
| Bjarne Ansbal   | -73kg (m)      | 9e             | 1ste ronde: V van URS Hamarnik 2de ronde: G van JPN Takeda 3de ronde: W van ROU Bularca 4de ronde: V van GER Maritschnigg |

### Zeilen
| Olympiër                                        | Discipline      | Resultaat | Prestatie                        |
| ----------------------------------------------- | --------------- | --------- | -------------------------------- |
| Paul Elvstrøm                                   | finn            | Goud      | 8171 punten: (1-5-1-2-5-1-DNS)   |
| Hans Fogh Ole Gunnar Petersen                   | flying dutchman | Zilver    | 5991 punten: (7-18-1-8-5-1-13)   |
| Aage Birch Paul L. Jørgensen Niels P. Markussen | dragon          | 6e        | 4715 punten: (2-DSQ-13-11-3-5-7) |
| William Berntsen Søren Hancke Steen Christensen | 5,5m klasse     | Zilver    | 5678 punten: (1-5-1-1-10-8-2)    |

### Zwemmen
| Olympiër            | Discipline          | Resultaat | Prestatie                                     |
| ------------------- | ------------------- | --------- | --------------------------------------------- |
| Kirsten Michaelsen  | 100m rugslag (v)    | 18e       | serie 4: 4de in 1.14,3                        |
| Ethel Ward Petersen | 100m rugslag (v)    | 9e        | serie 2: 2de in 1.12,6                        |
| Inge Andersen       | 200m schoolslag (v) | 15e       | serie 4: 4de in 2.57,6                        |
| Dorrit Kristensen   | 200m schoolslag (v) | 8e        | serie 3: 4de in 2.56,2 finale: 8ste in 2.55,7 |

Afghanistan · Argentinië · Australië · Bahama's · België · Bermuda · Birma · Brazilië · Brits-Guiana · Bulgarije · Canada · Ceylon · Chili · Colombia · Cuba · Denemarken · Duits eenheidsteam · Ethiopië · Fiji · Filipijnen · Finland · Frankrijk · Ghana · Griekenland · Groot-Brittannië · Haïti · Hongarije · Hongkong · Ierland · IJsland · India · Indonesië · Irak · Iran · Israël · Italië · Japan · Joegoslavië · Kenia · Libanon · Liberia · Liechtenstein · Luxemburg · Malakka · Malta · Marokko · Mexico · Monaco · Nederland · Nederlandse Antillen · Nieuw-Zeeland · Nigeria · Noorwegen · Oeganda · Oostenrijk · Pakistan · Panama · Peru · Polen · Portugal · Puerto Rico · Roemenië · San Marino · Singapore · Soedan · Sovjet-Unie · Spanje · Suriname · Taiwan · Thailand · Tsjecho-Slowakije · Tunesië · Turkije · Uruguay · Venezuela · Verenigde Arabische Republiek · Verenigde Staten · Vietnam · West-Indische Federatie · Zuid-Afrika · Zuid-Korea · Zuid-Rhodesië · Zweden · Zwitserland